# Seconda guerra franco-malgascia
La seconda guerra franco-malgascia, o seconda spedizione in Madagascar, fu un intervento militare francese che ebbe luogo negli anni 1894-1895, con il quale fu portata a termine la conquista coloniale del regno di Imerina da parte della Francia. Era stata preceduta dalla prima guerra franco-malgascia del 1883-1885.

## Contesto
All'epoca il Madagascar era un paese indipendente governato dalla dinastia Merina, originaria degli altopiani centrali, con capitale Antananarivo. L'invasione francese fu la conseguenza del rifiuto della regina Ranavalona III di riconoscre il protettorato francese sul Madagascar, stabilito dal trattato franco-malgascio del 1885 firmato a seguito della prima guerra franco-malgascia. A seguito dell'interruzione delle negoziazioni tra i due governi, il residente generale Charles Le Myre de Vilers dichiarò guerra alla monarchia malgascia.

## La guerra

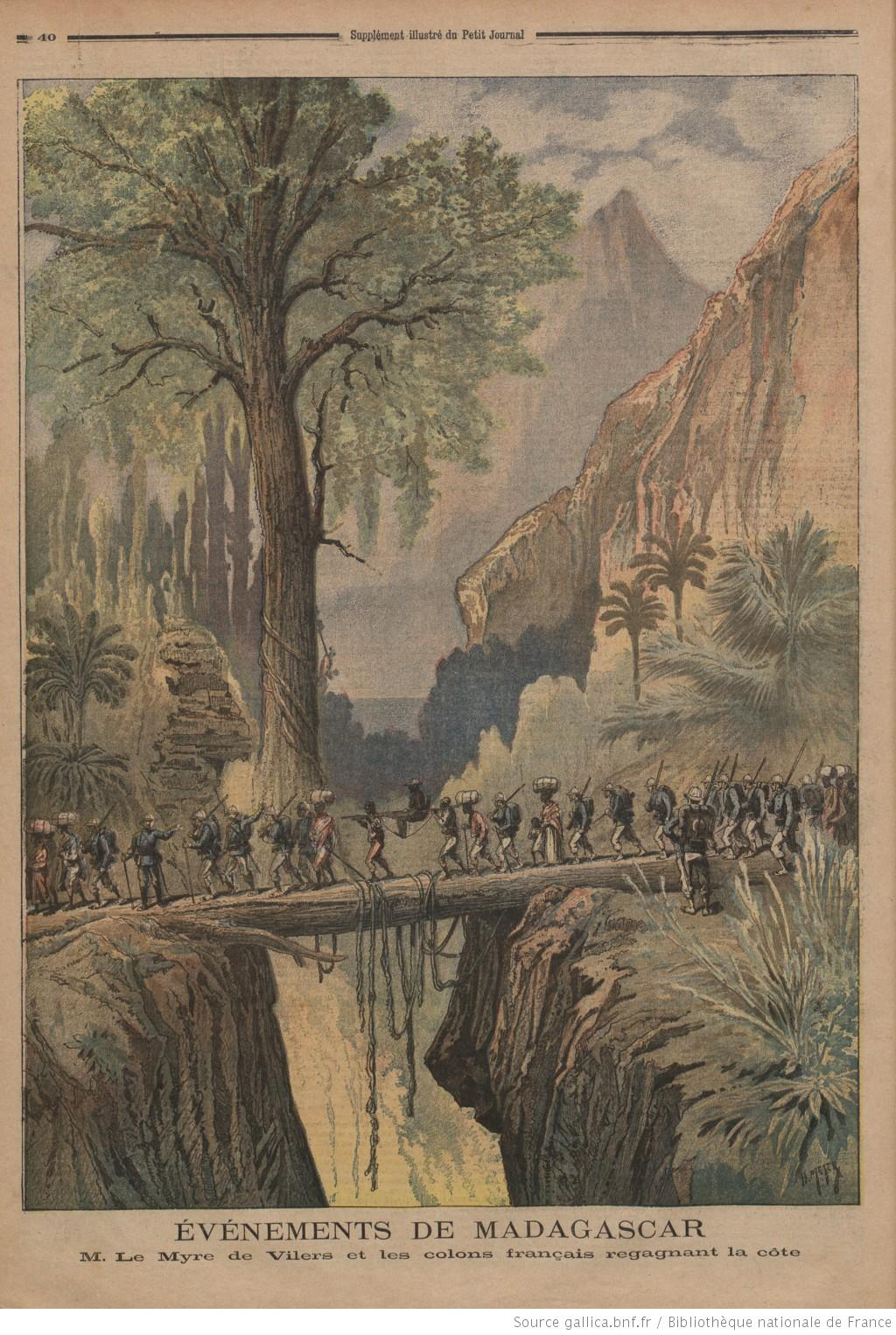
La seconda spedizione in Madagascar, illustrazione da Le Petit Journal

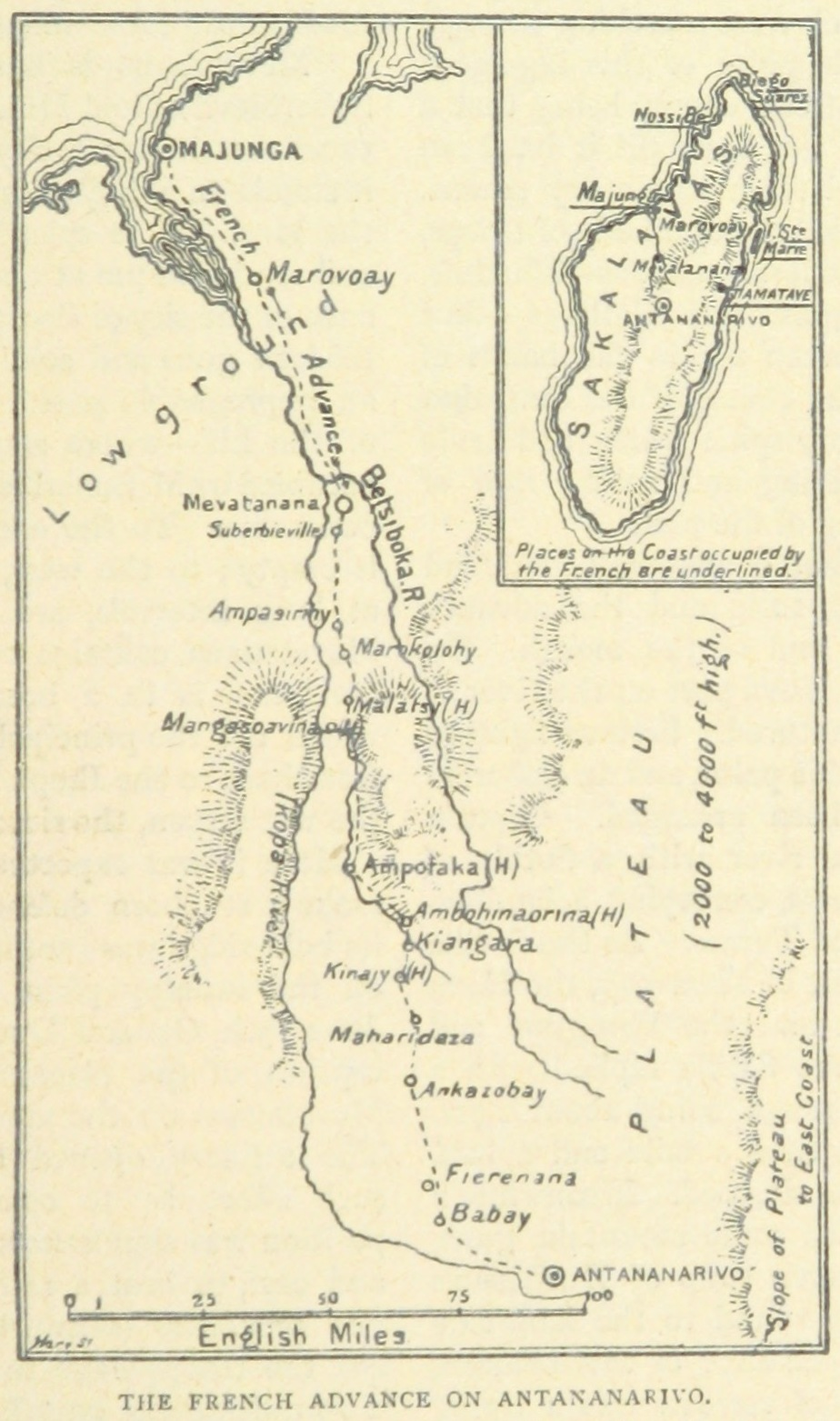
Il percorso delle truppe francesi verso Antananarivo

Un corpo di spedizione al comando del generale Jacques Duchesne fu inviato in Madagascar. I francesi bombardarono ed occuparono nel dicembre 1894 il porto di Toamasina, sulla costa orientale, e nel gennaio 1895 quello di Mahajanga, sulla costa occidentale. Vi furono alcuni sbarchi di truppe, ma la forza di spedizione principale, costituita da circa 15 000 soldati e 6 000 portatori, arrivò soltanto nel maggio 1895. La campagna si svolse durante la stagione delle piogge e ciò ebbe conseguenze disastrose per il corpo di spedizione francese.
Non appena i francesi effettuarono gli sbarchi, scoppiarono rivolte contro il governo merina della regina Ranavalona III. Le rivolte erano variamente motivate dalla politica, dallo sfruttamento del lavoro in schiavitù e dalla cristianizzazione (la corte si era convertita al protestantesimo negli anni 1870).
L'avanzata delle truppe francesi verso Antananarivo richiese la costruzione di una strada. Nell'agosto del 1895 i francesi erano solo a metà tragitto, ad Andriba, dove si trovavano numerose fortificazioni malgasce, ma dove si ebbero pochi scontri.
Le malattie, in particolare la malaria, ma anche la dissenteria e la febbre tifoidea, imposero un pesante tributo al corpo di spedizione francese e la spedizione fu un disastro dal punto di vista medico: circa un terzo delle truppe morì di malattia. Le perdite complessive furono di circa 6 000 morti, quattro quinti dei quali francesi.
Il primo ministro e comandante in capo malgascio Rainilaiarivony tentò di resistere all'invasione a Tsarasaotra, il 29 giugno 1895, e ad Andriba, il 22 agosto 1895. A settembre attaccò nuovamente la colonna di Duchesne, ma le sue truppe d'élite di cannonieri furono decimate dai francesi.
Il 14 settembre 1895 Duchesne inviò da Andriba verso la capitale una "colonna volante" formata da soldati algerini e africani e da truppe di marina, accompagnata da muli da soma. La colonna arrivò ad Antananarivo alla fine di settembre. Una batteria di artiglieria, posizionata sulle alture intorno alla città, prese di mira il palazzo reale, riuscendo a colpirlo e causando numerose vittime. La regina prontamente si arrese.
Il conflitto vide pochi scontri e solo 25 soldati francesi morirono in combattimento.
Il 1º ottobre 1895 il regno di Imerina firmò un trattato con la Francia, in seguito al quale il Madagascar divenne un protettorato francese.

## Conseguenze

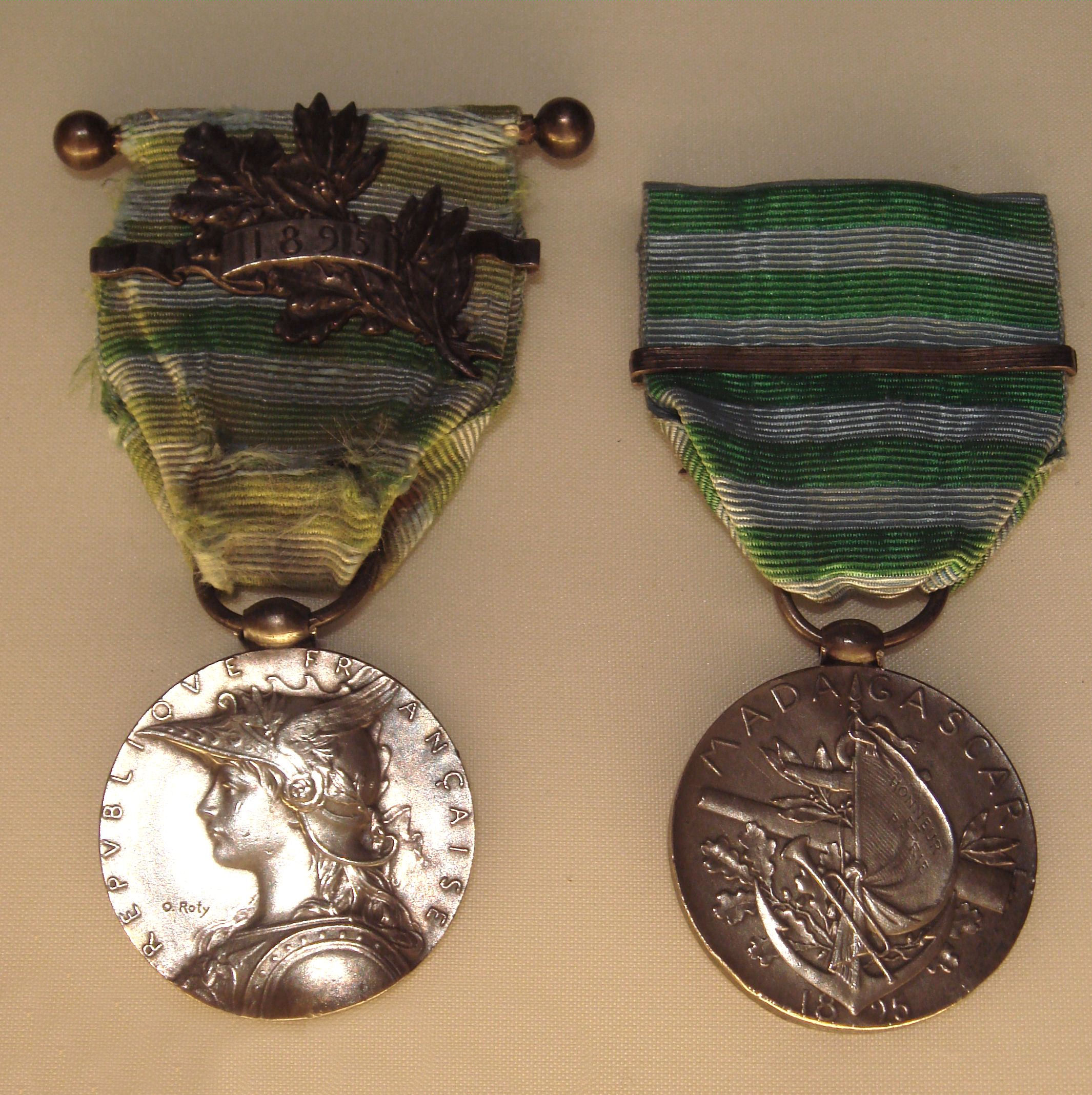
Medaglia della secondo spedizione in Madagascar, Musée de la Légion d'Honneur

La conquista dell'isola fu formalizzata il 6 agosto 1896 dall'Assemblea nazionale francese, il cui voto fu favorevole all'annessione del Madagascar. Nonostante il successo della spedizione, per sedare le sporadiche ribellioni ci vollero altri otto anni. Nel 1905, sotto la guida di Joseph Gallieni, l'isola fu completamente pacificata dai francesi. In quel periodo le insurrezioni contro i cristiani malgasci, i missionari e gli stranieri erano state particolarmente violente La regina Ranavalona III fu deposta nel gennaio 1897 e fu esiliata ad Algeri, dove morì nel 1917.

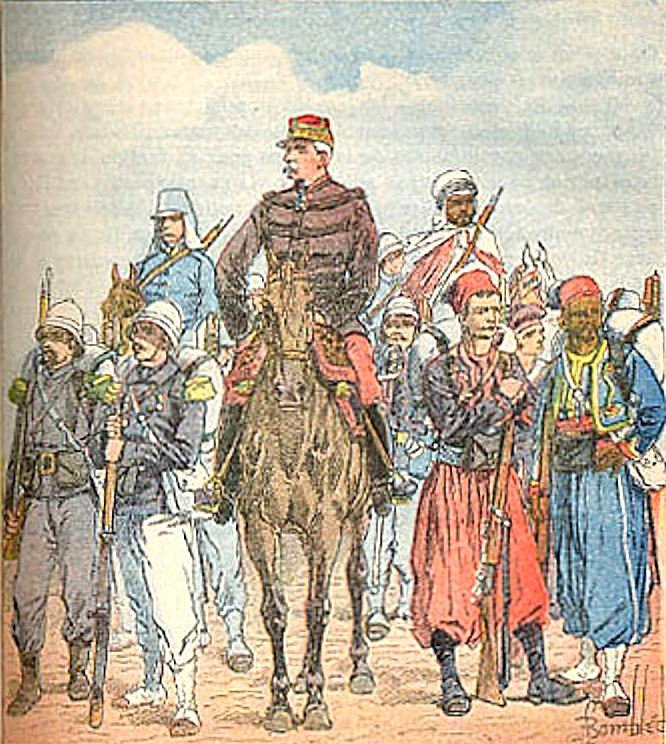
Truppe della spedizione francese in Madagascar
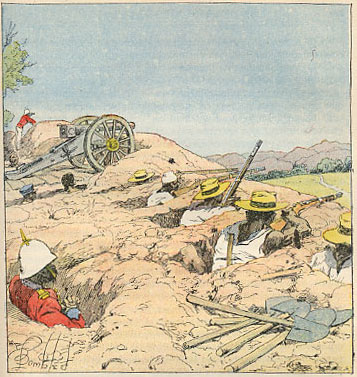
Imboscata delle truppe malgascie
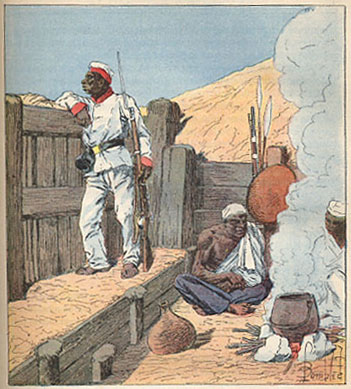
Truppe malgascie di guardia
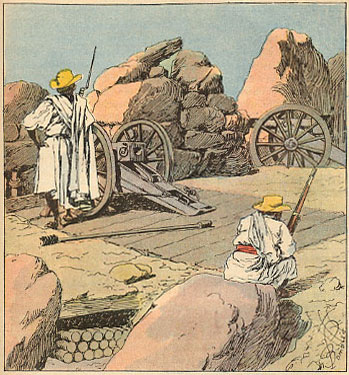
Artiglieria malgascia
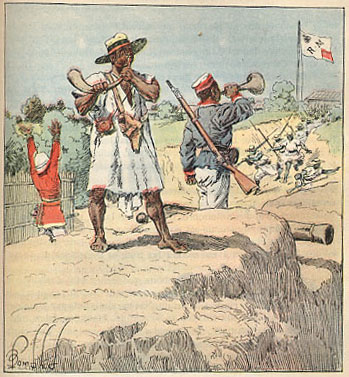
Truppe malgascie danno l'allarme